# Trifești (Neamț)
Pour les articles homonymes, voir Trifești.
Trifești est une commune roumaine du județ de Neamț, dans la région historique de Moldavie et dans la région de développement du Nord-Est.

## Géographie
La commune de Trifești est située dans l'est du județ, sur le plateau moldave, près de la vallée de la Moldova, à 6 km au sud-ouest de Roman et à 44 km à l'est de Piatra Neamț, le chef-lieu du județ.
La municipalité est composée des deux villages suivants (population en 1992) :
- Miron Costin (1 939) ;
- Trifești (3 162), siège de la municipalité.

## Politique
Le Conseil Municipal de Trifești compte 15 sièges de conseillers municipaux. À l'issue des élections municipales de juin 2008, Vasile-Octavian Duminică (PSD) a été élu maire de la commune.
| Parti                          | Nombre de conseillers |
| ------------------------------ | --------------------- |
| Parti social-démocrate (PSD)   | 13                    |
| Parti démocrate-libéral (PD-L) | 2                     |

## Religions
En 2002, la composition religieuse de la commune était la suivante :
- Chrétiens orthodoxes, 98,80 % ;
- Adventistes du septième jour, 0,66 %.

## Démographie
En 2002, la commune comptait 5 086 Roumains (99,98 %). On comptait à cette date 2 230 ménages et 1 896 logements.
| 1992  | 2002  | 2007  |
| ----- | ----- | ----- |
| 5 120 | 5 087 | 5 235 |

## Économie
L'économie de la commune repose sur l'agriculture et l'élevage.

## Communications

### Routes
La route régionale DJ157 permet de rejoindre Roman.

### Voies ferrées
La gare la plus proche est celle de Roman (6 km).

## Lieux et monuments
- Miron Costin, église orthodoxe de tous les Saints (Duminica Tuturor Sfînților) de 1520[7].

- Trifești, église St Nicolas (Sf. Nicolae) de 1799[8].